# Wioszenskaja
Wioszenskaja (ros. Вёшенская) – stanica w Rosji, w obwodzie rostowskim, w rejonie sołochowskim. W 2010 liczyła 9261 mieszkańców.